# Goniothalamus holttumii
Goniothalamus holttumii là một loài thực vật thuộc họ Annonaceae. Đây là loài đặc hữu của Malaysia.